# Gran Mezquita Baiturrahman
La Gran Mezquita Baiturrahman (en indonesio: Mesjid Raya Baiturrahman) es una mezquita localizada en el centro de la ciudad de Banda Aceh, Provincia de Aceh, Indonesia. Es de gran significado simbólico, religioso y cultural para los achinenses, especialmente desde que sobrevivió intacta al devastador tsunami y terremoto de 2004.

## Historia

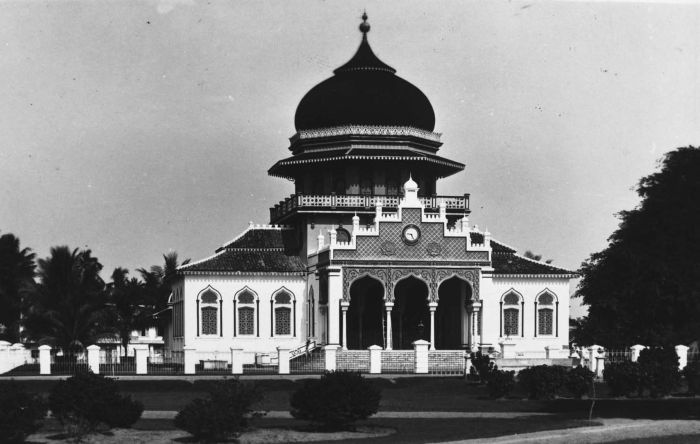
La mezquita en los años 1910-1930

La mezquita fue diseñada por un arquitecto italiano y construida por una administración colonial neerlandesa como muestra de reconciliación luego de la destrucción de una mezquita anterior durante la guerra achinense. La construcción de la mezquita comenzó en el año 1879 y fue completada en el 1881. La mezquita sobrevivió al tsunami de 2004 el cual destruyó gran parte de la ciudad de Banda Aceh. 

## Arquitectura y diseño
El diseño de la mezquita combina influencias coloniales y mogol. Su diseño no es tan diferente al de la mezquita Raya Tuban en Java Occidental. La mezquita combina pocas características tradicionales achinenses, sin embargo, ha llegado a representar la ciudad de Banda Aceh y la singular cultura de los achinenses.